# Africa 117!
Africa 117! er en kortfilm, der er instrueret af Prami Larsen.

## Handling
T.S. Høeg performer et digt fra bogen AMAKOMA. Digtet er en kommentar til forholdet mellem Afrika og den vestlige verden: Vi vil ha' tam-tam og nøgne kvindebryster - de vil have køleskabe, hårde hvidevarer..